# Полковниченська сільська рада
| Полковниченська сільська рада — колишній орган місцевого самоврядування у Ставищенському районі Київської області з адміністративним центром у с. Полковниче. Історична дата утворення: 21 липня 1994 року. Сільській раді підпорядковані населені пункти: - с. Полковниче |

## Склад ради
Рада складається з 16 депутатів та голови.

### Керівний склад ради
| ПІБ                       | Основні відомості                                                                  | Дата обрання | Дата звільнення |
| ------------------------- | ---------------------------------------------------------------------------------- | ------------ | --------------- |
| Нартіков Микола Борисович | Сільський голова, 1970 року народження, освіта, член Соціалістичної партії України | 26.03.2006   | 31.10.2010      |

Примітка: таблиця складена за даними джерела